# درو بارسونز
درو بارسونز (26 يوليو 1975 - ) (بالإنجليزية: Drew Parsons)‏ هو لاعب كريكت بريطاني. شارك في دورة ألعاب الكومنولث 1998.